# Cany-Barville
Cany-Barville är en kommun i departementet Seine-Maritime i regionen Normandie i norra Frankrike. Kommunen ligger i kantonen Cany-Barville som tillhör arrondissementet Dieppe. År 2022 hade Cany-Barville 2 898 invånare.

## Befolkningsutveckling
Antalet invånare i kommunen Cany-Barville
| Referens: INSEE |